# Crithagra koliensis
Il canarino dei papiri o canarino di Van Someren (Crithagra koliensis (Grant & Mackworth-Praed, 1952)) è un uccello passeriforme della famiglia dei Fringillidi.

## Etimologia
Il nome scientifico della specie, koliensis, deriva dal latino e significa "abitante del Koli" in riferimento all'omonimo fiume in Uganda centrale.

## Descrizione

### Dimensioni
Misura 10-11,5 cm di lunghezza, per un peso di 11-16 g.

### Aspetto
Si tratta di uccellini dall'aspetto slanciato, muniti di testa arrotondata, becco robusto e conico e coda dalla punta lievemente forcuta.

Il piumaggio è giallo-verdastro su tutto il corpo, maggiormente tendente al verdastro su testa e area dorsale e più tendente al giallo su sopracciglio, gola, petto e ventre, con remiganti e coda nerastre e screziature più scure su ogni singola penna. Il dimorfismo sessuale è appena accennato, con femmine dalla colorazione gialla più ridotta e meno brillante. In ambedue i sessi il becco è di colore nerastro, le zampe sono di color carnicino e gli occhi sono di colore bruno scuro.

## Biologia
Si tratta di uccelli diurni e molto visti, che si muovono da soli, in coppie o in gruppetti di una quindicina di componenti al massimo, passando la maggior parte della giornata alla ricerca di cibo.

### Alimentazione
La dieta di questi uccelli è molto specializzata, basandosi sui semi di papiro, ma comprendendo anche altri semi di piante adiacenti alle aree umide, oltre che una piccola percentuale di alimenti di origine animale (insetti, larve, piccoli invertebrati).

### Riproduzione
La stagione degli amori va da marzo ad agosto, con dei nidi rinvenuti anche in novembre. Si tratta di uccelli monogami.
Il nido, a forma di coppa, viene costruito dalla sola femmina intrecciando foglie e fibre di papiro fra i canneti: la cova delle 3-6 uova è anch'essa a carico della sola femmina, col maschio che staziona di guardia nei pressi del nido e reperisce il cibo per sé e per la compagna. Le uova schiudono dopo circa due settimane di cova: i pulli, ciechi ed implumi alla schiusa, vengono imbeccati e accuditi da ambedue i genitori e sono in grado d'involarsi attorno alle tre settimane di vita, pur rimanendo nei pressi del nido ancora per qualche giorno prima di disperdersi.

## Distribuzione e habitat
Il canarino dei papiri vive attorno al Lago Vittoria ed ai suoi affluenti, in un territorio politicamente diviso fra Congo nord-orientale, Ruanda, Burundi, Tanzania nord-occidentale, Kenya sud-occidentale e Uganda.
L'habitat di questi uccelli, come del resto intuibile dal loro nome comune, è rappresentato dalle zone umide con presenza di papiri fra i 900 ed i 1600 m di quota.

## Sistematica
Come tutte le specie del genere Crithagra, in passato anche il canarino dei papiri veniva ascritto al genere Serinus, salvo poi venirne scorporato con la dimostrazione della polifilia del genere.
La specie veniva in passato considerata una sottospecie del canarino faccianera col nome di C. capistrata koliensis, tuttavia attualmente si ritiene che essa se ne discosti abbastanza e che mostri maggiore affinità col canarino di foresta, col quale potrebbe formare una superspecie.